# Saison 2019-2020 des Pionniers de Chamonix
 (mai 2019).
Si vous disposez d'ouvrages ou d'articles de référence ou si vous connaissez des sites web de qualité traitant du thème abordé ici, merci de compléter l'article en donnant les références utiles à sa vérifiabilité et en les liant à la section « Notes et références ».
La Saison 2019-2020 des Pionniers de Chamonix est la 3e saison saison de hockey sur glace jouée par le club de Chamonix en Ligue Magnus.

## Pré-saison
Après la fusion éphémère entre les Chamois de Chamonix et les Pingouins de Morzine-Avoriaz, les Pionniers restent à Chamonix et entament leur troisième saison sous le nom de Pionniers de Chamonix Mont-Blanc, la 87ème du hockey chamoniard dans l'élite.
Terminant à une très correcte huitième place lors de la saison précédente, les Pionniers se doivent de reconstruire une équipe compétitive pendant l'été dans le but de rééditer ses belles performances de la saison précédente, avec plus de régularité.
L'ancien entraîneur des Bleus Heikki Leime s'envole pour Anglet fin mars 2019, après 2 saisons convaincantes au pied du Mont-Blanc. Début mai, le nouvel entraîneur est connu et il s'agit encore d'un finlandais, Timo Saarikoski, ancien international ayant joué aux Jeux olympiques d'hiver de 1992, et joueur expérimenté de la Liiga.

### Arrivées
| Joueur              | Date            | Durée du contrat | Club précédent     |
| ------------------- | --------------- | ---------------- | ------------------ |
| Matthias Terrier    | 12 avril 2019   | 1 an             | Boxers de Bordeaux |
| Peter Hrehorčák Jr. | 5 juin 2019     | 1 an             | Nice hockey élite  |
| Malo Ville          | 11 juin 2019    | 1 an             | TuTo Turku         |
| Samuli Kivimäki     | 17 juin 2019    | 1 an             | Albatros de Brest  |
| Santeri Saari       | 27 juin 2019    | 1 an             | Capitals de Vienne |
| David Sätmark       | 2 juillet 2019  | 1 an             | Capitals de Vienne |
| Fredrik Widén       | 10 juillet 2019 | 1 an             | EV Lindau          |
| Severi Isokangas    | 16 juillet 2019 | 1 an             | Kiekko-79          |
| Enzo Baravaglio     | 25 juillet 2019 | 1 an             | HC74               |

### Départs
| Joueur          | Date          | Club suivant                 |
| --------------- | ------------- | ---------------------------- |
| Julien Laplace  | 25 avril 2019 | Étoile Noire de Strasbourg   |
| Quentin Fauchon | 25 avril 2019 | Diables rouges de Briançon   |
| Fabien Kazarine | 25 avril 2019 | Lyon Hockey Club             |
| Lucas Mugnier   | 25 avril 2019 | Pingouins de Morzine-Avoriaz |
| Geoff Fortman   | 25 avril 2019 |                              |
| Cody Freeman    | 25 avril 2019 |                              |
| Maks Selan      | 25 avril 2019 | EK Zell am See               |
| Vojtěch Kloz    | 25 avril 2019 | Anglet hormadi élite         |
| Jiří Klimíček   | 25 avril 2019 | Lyon Hockey Club             |
| Heikki Leime    | 25 avril 2019 | Anglet hormadi élite         |
| Erik Higby      | 25 avril 2019 |                              |
| Perry D'Arrisso | 25 avril 2019 | Beast de Brampton            |